# Wiesental (Chur)
Das Quartier Wiesental ist ein Ortsteil der Bündner Kantonshauptstadt Chur. Seine Infrastruktur zeichnet sich aus durch einen Supermarkt der Manor-Gruppe und dem Athleticum, einige Luxusreihenhäuser und mehrere Wohngebäude sowie das Gewerbezentrum Chur.
Das Quartier ist in drei Kleinquartiere unterteilt: Oberwiesental, Mittelwiesental und Unterwiesental und grenzt an die Quartiere Chur City, Masans, Tittwiesen, Lacunaquartier, Giacomettiquartier und Niederlachen-Untere Au. Jüngster Teil ist die in den Jahren 1984–86 erbaute Atriumsiedlung zwischen der Giacomettistrasse und der Bahnlinie Chur–Landquart–Zürich.

## Verkehr
Im Wiesental liegen ein Bahnhof der Rhätischen Bahn an der Bahnstrecke Landquart–Thusis sowie die Bushaltestellen Wiesental (indirekter Anschluss an den Bahnhof), Amselweg und Giacomettistrasse. Die Zufahrt Chur Nord der A13 im Masans erschliesst auch das Quartier Wiesental für den Fernverkehr.
Koordinaten: 46° 51′ 42,9″ N, 9° 31′ 49,7″ O; CH1903: 759488 / 192212